# Labastida
Labastida (em castelhano) ou Bastida (em basco) é um município da Espanha na província de Álava, comunidade autónoma do País Basco, de área 38,17 km² com população de 1475 habitantes (2007) e densidade populacional de 34,73 hab/km².

## Demografia
| Variação demográfica do município entre 1991 e 2004 | Variação demográfica do município entre 1991 e 2004 | Variação demográfica do município entre 1991 e 2004 | Variação demográfica do município entre 1991 e 2004 |
| --------------------------------------------------- | --------------------------------------------------- | --------------------------------------------------- | --------------------------------------------------- |
| 1991                                                | 1996                                                | 2001                                                | 2004                                                |
| 971                                                 | 1082                                                | 1269                                                | 1334                                                |